# 私鋳銭
私鋳銭（しちゅうせん）とは、政府が作った公の銭ではなく、私的に偽造された銭のこと。

## 概要
中国においても歴代王朝が銭を発行し、それが公式のものとして用いられていたが、王朝（国家）の造幣権はきちんと確立されたものではなかった。例えば、宗室や功臣に対する褒賞として私的に銭を鋳造する権限が与えられる場合もあり、その場合、私鋳銭であっても違法な贋金ではないという状況も発生しえたのである。中国において国家が造幣権が確実に掌握していたのは、宋代から明代前期の期間に過ぎず、それ以外の時期には悪質な私鋳銭に対する取締はあっても、官が発行した銭と私鋳銭が並存する状況は珍しくなかったのである。
宋の法律書『慶元条法事類』（巻29）によれば、私鋳銭には官銭（国家が発行した銭）と同じ品質の貨幣を私に鋳造する「私鋳」、銭材に安価な混ぜ物をして品質を落として鋳造する「渣垢夾鋳」、銭材以外の原料で鋳造したり他の材料（鉄など）で作った銭に銅メッキや染料を施して銅銭と偽る「雑物私造」に分けられた。宮澤知之の研究によれば、唐の前期には銅の価格が安価で官銭と全く同じ品質・大きさの銅銭を私鋳したとした場合でも原料費は実際の貨幣価値の75%ほどしかなかった（官銭の場合、鋳造する役所の経費や一旦中央政府に納品するための輸送費分などがコストとして上乗せされる）ために採算が取れたという（その後の銅禁政策や両税法導入以後の銅価格の上昇でこうした状況は解消される）。
日本では奈良時代から平安時代にかけては、皇朝十二銭が公の銭であったが、広く私鋳銭が使われていた。鎌倉時代以降はさらに宋銭の私鋳銭などが盛んに作られ、室町時代中後期には最盛期を迎えた（なお、宋銭などの渡来銭そのものも当時の日本の朝廷が発行した銭ではないという意味では私鋳銭と同様であり、朝廷や鎌倉幕府によって使用禁止令が出されたこともある（「宋銭禁止令」））。
私鋳銭を製造するには、種銭と呼ばれる銭を型に鋳型を造る。この種銭の善し悪しが私鋳銭の品質を大きく左右する。また、鋳型は繰り返し使用するうちに傷み、次第に銭影がぼやけ、銭名が読めなくなる。原材料は輸入した本銭に鉄などを混ぜて融解して用いた。こうして作られた私鋳銭の中には劣悪な品質の私鋳銭も作られるようになった。その結果、劣悪な質の私鋳銭などの流通により、撰銭などが発生した。ただし、私鋳銭と言ってもその品質は様々であり、撰銭の対象となる劣悪なものから、科学的な成分分析を行わない限り官が作った鋳銭との区別が困難な高品位のものまで存在していた。また、中国では官の取締を避けるために意図的に古い王朝の私鋳銭が作られて流通することもあった（中国は前王朝の銅銭が鋳つぶされて新王朝の銅銭に改鋳されることはあるものの、強制的な使用禁止・回収命令は行われていなかったため、前王朝の銅銭が市場に出回ることは珍しくはなかった）。かつては地中から良質の宋銭が発見された場合、無条件に「宋の朝廷が鋳造した官銭」と解釈されてきたが、今日では「明の民間が鋳造した私鋳通貨偽造銭」が含まれている可能性も否定できないと考えられるようになっている。
日本では鎌倉、堺、博多などで私鋳銭の工房跡が発掘調査されている。江戸時代に入ると幕府は寛永通宝の流通を始め貨幣政策を強化したため、私鋳銭は徐々に姿を消していった。

## 私鋳銭に関する罪
私鋳銭は、和同開珎が鋳造（708年）された直後から製造、流通していたと考えられ、翌年（709年）には早くも私鋳を禁ずる詔が出されると同時に、私鋳を行った者に対して官位剥奪、杖罪などを適用されることが規定されたが私鋳は止まず、後に首謀者に対する刑は斬罪に引き上げられている。私鋳銭の製造は極めて重い罪に位置づけられ、恩赦などの対象からも外される事例も見られた。